# Debbie Gibson
Deborah Ann Gibson, conosciuta come Debbie Gibson (New York, 31 agosto 1970), è una cantautrice e attrice statunitense.
Fu molto popolare a cavallo fra gli anni ottanta e gli anni novanta, quando all'età di appena 17 anni fu la prima artista a scrivere, produrre, e registrare un singolo (Foolish Beat) che raggiunse la vetta della prestigiosa classifica Billboard Hot 100.

## Carriera
Dopo anni di gavetta, Debbie Gibson attira l'attenzione del produttore discografico Doug Breitbart, che riesce a farle ottenere un contratto con la Atlantic Records, con il quale pubblica il suo album d'esordio Out Of The Blue nel 1987. Il disco è stato certificato come triplo disco di platino dalla Recording Industry Association of America  . L'album ottiene un ottimo riscontro in Europa, Stati Uniti e Giappone e quattro singoli estratti entrano nella Billboard Hot 100: Only in My Dreams, Shake Your Love, la title track Out of the Blue e Foolish Beat. Soprattutto quest'ultimo singolo diventa un piccolo caso discografico, dato che Gibson all'epoca diciassettenne fu la prima artista donna ad arrivare in vetta alla classifica con un brano scritto, prodotto e registrato da sola.

Nel 1987 è tra le varie celebrità nel videoclip diretto da Jim Yukich, Liberian Girl, di Michael Jackson. Nel 1989 viene pubblicato Electric Youth. Sia l'album che il primo singolo estratto Lost in Your Eyes, portano Gibson nuovamente in vetta alle classifiche Billboard, e per la promozione del nuovo lavoro, la Revlon produce una linea di cosmetici e un profumo chiamati Electric Youth.

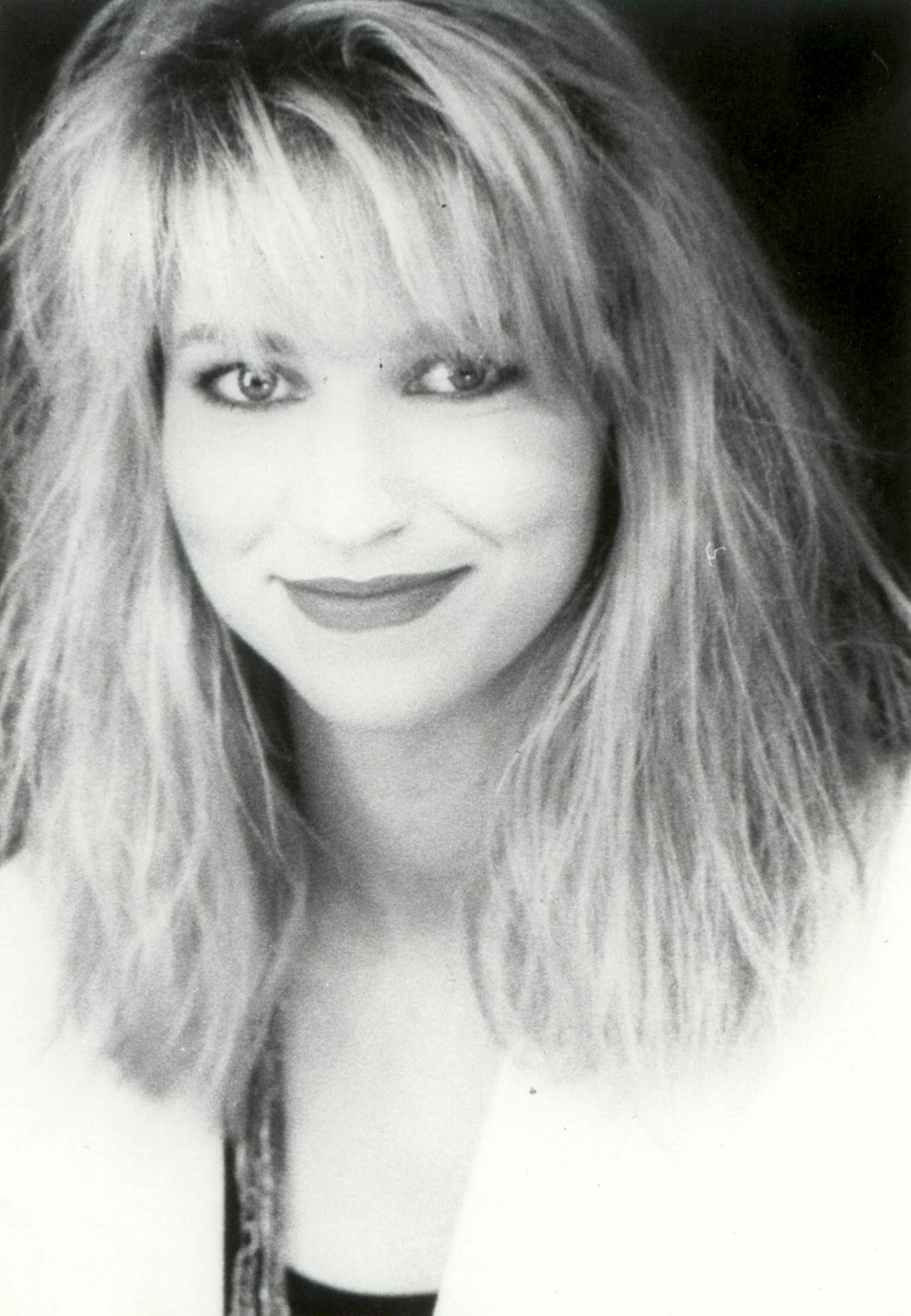
Debbie Gibson a inizio carriera.

Nel 1992 Gibson debutta a Broadway come attrice teatrale nel musical Les Misérables. Nel 1998 lavora al fianco di Betty Buckley nel musical Gypsy: A Musical Fable. In seguito a queste esperienze, la cantante accumulerà altre esperienze di attrice fra cui Grease, Funny Girl, Chicago (2002) e Cabaret (2003). Nel 2008 ha interpretato il ruolo di Anna nel musical ispirato a Il re ed io.
Nel 1990 e nel 1992 vengono pubblicati dalla Atlantic Records altri due album di Debbie Gibson, Anything Is Possible e Body, Mind & Soul, oltre che una compilation Greatest Hits nel 1995, che esce contemporaneamente al primo album della cantante per l'etichetta SBK: Think With Your Heart. Il nuovo album segna il passaggio di Debbie Gibson dalla musica pop adolescenziale a un suono più maturo. Nel 1997 Debbie Gibson fonda la propria etichetta discografica, la Espiritu, con la quale pubblica il suo sesto album Deborah, tornando alla musica pop, ma con un approccio più adulto.
Nel 2001 viene pubblicato M.Y.O.B. (acronimo di Mind Your Own Business), tramite la Golden Egg, nuova etichetta fondata dalla cantante. Nel 2003 fa parte della giuria del reality show American Junior, spin-off di American Idol. Nel 2005 ha fatto molto discutere la sua apparizione sulla rivista Playboy, in cui ha posato per un servizio senza veli. Nel febbraio 2006 Debbie Gibson è stata nominata per un Emmy Award.
È famosa anche per i ruoli da protagonista che ha avuto nei film Mega Shark Versus Giant Octopus (2009) e Mega Python vs Gatoroid (2011), nel quale interpreta la dott.ssa Nikki Riley. Nel 2011 appare nel videoclip di Last Friday Night (T.G.I.F.) di Katy Perry, in cui interpreta il ruolo di Tiffany Terry, madre di Kath Beth Terry (Katy Perry).

## Discografia

### Album studio
- 1987: Out of the Blue
- 1989: Electric Youth
- 1990: Anything Is Possible
- 1992: Body, Mind, Soul
- 1995: Think with Your Heart
- 1997: Deborah
- 2001: M.Y.O.B.
- 2003: Colored Lights: The Broadway Album
- 2010: Ms. Vocalist
- 2021: The Body Remembers
- 2022: Winterlicious

### Compilation
- 1995: Greatest Hits
- 1999: Lost in Your Eyes and Other Hits
- 2005: Memory Lane, Volume 1
- 2005: Memory Lane, Volume 2
- 2006: Rhino Hi-Five: Debbie Gibson
- 2017: The Singles A's & B's

### Singoli
| Anno | Singolo                                                 | Album                                       | Posizione più alta | Posizione più alta        | Posizione più alta | Posizione più alta | Posizione più alta | Posizione più alta | Posizione più alta | Posizione più alta | Posizione più alta |
| Anno | Singolo                                                 | Album                                       | U.S.               | Hot Dance Music/Club Play | U.S. AC            | UK                 | CAN                | AUS                | JPN                | SWI                | NET                |
| ---- | ------------------------------------------------------- | ------------------------------------------- | ------------------ | ------------------------- | ------------------ | ------------------ | ------------------ | ------------------ | ------------------ | ------------------ | ------------------ |
| 1987 | "Only in My Dreams"                                     | Out of the Blue                             | 4                  | 12                        | 31                 | 11                 | 6                  | —                  | —                  | —                  | 46                 |
| 1987 | "Shake Your Love"                                       | Out of the Blue                             | 4                  | 6                         | —                  | 7                  | 10                 | 27                 | —                  | 19                 | 24                 |
| 1988 | "Out of the Blue"                                       | Out of the Blue                             | 3                  | 44                        | 16                 | 19                 | 21                 | 71                 | —                  | —                  | 88                 |
| 1988 | "Foolish Beat"                                          | Out of the Blue                             | 1                  | —                         | 8                  | 9                  | 1                  | 49                 | —                  | 10                 | 8                  |
| 1988 | "Staying Together"                                      | Out of the Blue                             | 22                 | —                         | —                  | 53                 | 29                 | —                  | —                  | —                  | —                  |
| 1989 | "Lost in Your Eyes"                                     | Electric Youth                              | 1                  | —                         | 3                  | 34                 | 5                  | 8                  | —                  | —                  | 45                 |
| 1989 | "Electric Youth"                                        | Electric Youth                              | 11                 | 3                         | —                  | 14                 | 15                 | 17                 | —                  | —                  | 35                 |
| 1989 | "No More Rhyme"                                         | Electric Youth                              | 17                 | —                         | 13                 | —                  | —                  | 59                 | —                  | —                  | —                  |
| 1989 | "We Could Be Together"                                  | Electric Youth                              | 71                 | —                         | —                  | 22                 | —                  | 53                 | —                  | —                  | —                  |
| 1990 | "Without You"2                                          | Single only (Giappone)                      | —                  | —                         | —                  | —                  | —                  | —                  | 26                 | —                  | —                  |
| 1990 | "Anything Is Possible"                                  | Anything Is Possible                        | 26                 | —                         | 48                 | 51                 | 17                 | 63                 | —                  | —                  | —                  |
| 1991 | "One Step Ahead"                                        | Anything Is Possible                        | —                  | 18                        | —                  | —                  | —                  | —                  | —                  | —                  | —                  |
| 1991 | "In His Mind"                                           | Anything Is Possible                        | —                  | —                         | —                  | —                  | —                  | —                  | 90                 | —                  | —                  |
| 1991 | "Losin' Myself"                                         | Body Mind Soul                              | 86                 | 49                        | —                  | —                  | —                  | —                  | —                  | —                  | —                  |
| 1993 | "Shock Your Mama"                                       | Body Mind Soul                              | —                  | —                         | —                  | 74                 | —                  | —                  | —                  | —                  | —                  |
| 1993 | "You're The One That I Want" Duetto con Craig McLachlan | Grease - The Original London Cast Recording | —                  | —                         | —                  | 13                 | —                  | —                  | —                  | —                  | —                  |
| 2006 | "Say Goodbye" Duetto con Jordan Knight                  | Jordan Knight - Love Songs                  | —                  | —                         | 24                 | —                  | —                  | —                  | —                  | —                  | —                  |

## Filmografia

### Cinema
- Ghostbusters - Acchiappafantasmi (Ghostbusters), regia di Ivan Reitman (1984)
- Mega Shark Versus Giant Octopus, regia di Jack Perez (2009)
- Mega Python vs. Gatoroid, regia di Mary Lambert (2011)
- Rock of Ages, regia di Adam Shankman (2012)
- Mega Shark vs. Mecha Shark, regia di Emile Edwin Smith (2014)
- Il Matrimonio dei miei Sogni, regia di Pat Williams (2018), sequel di "Una vita da star"

### Televisione
- Beverly Hills 90210 (Beverly Hills, 90210) – serie TV, episodio 1x14 (1991)
- Street Justice – serie TV, episodio 1x16 (1992)
- Una bionda per papà (Step by Step) – serie TV, episodio 5x08 (1995)
- That '80s Show – serie TV, episodio 1x12 (2002)
- Una vita da star (Summer of Dreams), regia di Mike Rohl – film TV (2016)
- Lucifer - serie TV (2021)